# 葛西薫
葛西 薫 (かさい かおる、1949年 - )は、日本のアートディレクター。（株）サン・アド取締役副社長。東京造形大学客員教授。北海道札幌市生まれ。4歳で室蘭市に移り、同市で高校時代まで育つ。
高校卒業後、文華印刷（株）に入社。（株）大谷印刷勤務を経て、1973年（株）サン・アドに入社、現在に至る。
アートディレクターとして、サントリーウーロン茶（1982年 - ）、ソニーのオーディオ（1979年 - 1992年）、サントリーモルツ（1986年 - ）、西武百貨店「日本一の市」（1986 - 1992年）、ユナイテッドアローズ（1997年 - ）などの広告キャンペーンを手がける。CIサイン計画では、セゾングループ「uraku」「I.S.」「 tsumori chisato」、長野県諏訪湖博物館・赤彦記念館など。装幀・エディトリアルデザインでは、磯崎新『ARATA ISOZAKI WORKS30』（六耀社）、上田義彦写真集『FLOWERS』、伊藤俊治監修『VlSlONS of JAPAN」（光琳社出版）など。また、1995年には、是枝裕和監督『幻の光』映画タイトルワークおよび広告美術を手がけた。東京ADC最高賞、朝日広告賞、毎日広告デザイン賞優秀賞・二席、フジ・サンケイグループ広告大賞制作者賞など受賞歴多数。落ち着いた色調に、どことなくユーモアとペーソスを漂わせた作風が特色。見ないより見てよかったと思われるCMがよいという立場に立ち、社会性のない最近（2008年時点）のCMは幼児化していると批判している。
2015年春の褒章で紫綬褒章を受章
。同年7月、2020年夏季オリンピック東京大会の公式エンブレム入選3作品まで残った。

## 主な仕事
- サントリーウイスキーの贈りもの（1973年 - 1990年）
- ソニーのオーディオ（1979年 - 1992年）
- サントリーウーロン茶（1982年 - ）
- サントリーモルツ（1986 - 1992年）
- サントリー「酒はなによりも適量です」（1986年）
- 西武百貨店「日本一の市」（1986年 - 1992年）
- セゾン生命（1990年 - 1997年）
- NTTデータ通信科学者シリーズ（1990年 - 1991年）
- ユナイテッドアローズ（1997年 - ）

### CIサイン計画
- セゾングループ「uraku」「I.S.」「 tsumori chisato」
- 熊本県八代市立博物館・未来の森ミュージアム
- 長野県諏訪湖博物館・赤彦記念館
- サントリー企業CI（2005年）
- 「ROPPONGI」ロゴ（2008年）

### 装幀・エディトリアルデザイン
- 磯崎新『ARATA ISOZAKI WORKS30』（六耀社）
- 藤井保写真集『ESUMI』（リトル・モア）
- 上田義彦写真集『FLOWERS』（光琳社出版）
- 伊藤俊治監修『VlSlONS of JAPAN』（光琳社出版）
- 寺門孝之画集『天使ブック』（リトル・モア）1996年

### 映画タイトルワークおよび広告美術
- 幻の光（1995年）
- ワンダフルライフ（1998年）
- DISTANCE（2001年）
- 誰も知らない（2004年）
- 花よりもなほ（2005年）
- ヤーチャイカ（2008年）
- 海よりもまだ深く（2016年）

## 書籍
- 葛西薫の仕事と周辺（六耀社／2002年）
- KASAI KAORU 1968ー図録 葛西薫1968（ADP／2010年）